# قائمة المواقع الأثرية في فلسطين
تتناول هذه القائمة المواقع الأثرية المسجَّلة رسمياً لدى وزارة السياحة والأثار التابعة للسلطة الوطنية الفلسطينية في فلسطين بما فيها الضفة الغربية وقطاع غزة.

## المواقع الأثرية في الضفة الغربية

### محافظة القدس
تقع محافظة القدس في الجزء الأوسط من الضفة الغربية، وتضمّ المواقع الأثرية التالية:
| الرقم | الاسم           | الوصف | الموقع         | الإحداثيات | الصورة              |
| ----- | --------------- | ----- | -------------- | ---------- | ------------------- |
|       | المسجد الأقصى   | أموية | البلدة القديمة |            | أموية · Upload file |
|       | مسجد قبة الصخرة | أموية | البلدة القديمة |            | أموية · Upload file |
|       | كنيسة القيامة   |       | البلدة القديمة |            | Upload file         |
|       | برج قلعة القدس  |       | البلدة القديمة |            | Upload file         |
|       | مسجد القلعة     |       | البلدة القديمة |            | Upload file         |
|       | كنيسة كل الأمم  |       | جبل الزيتون    |            | Upload file         |

### محافظة أريحا
تقع محافظة أريحا شرقي الضفة الغربية، وتحتوي المواقع الأثرية التالية:
| الرقم | الاسم      | الوصف                                                                | الموقع | الإحداثيات | الصورة                                                                             |
| ----- | ---------- | -------------------------------------------------------------------- | ------ | ---------- | ---------------------------------------------------------------------------------- |
|       | قصر هشام   | مساجد و آثار اسلامية غير مرتبطة بتاريخ زمني                          |        |            | مساجد و آثار اسلامية غير مرتبطة بتاريخ زمني · Upload file                          |
|       | دير قرنطل  |                                                                      |        |            | Upload file                                                                        |
|       | تل السلطان | أول مستوطنة بشرية مستقرة في التاريخ، أدرجت على قائمة التراث العالمي. |        |            | أول مستوطنة بشرية مستقرة في التاريخ، أدرجت على قائمة التراث العالمي. · Upload file |

### محافظة بيت لحم
تقع محافظة بيت لحم في جنوب الضفة الغربية، وتضم المواقع الأثرية التالية:
| الرقم | الاسم       | الوصف | الموقع | الإحداثيات | الصورة      |
| ----- | ----------- | ----- | ------ | ---------- | ----------- |
|       | كنيسة المهد |       |        |            | Upload file |

### محافظة الخليل
تقع محافظة الخليل في جنوب الضفة الغربية، وتضم المواقع الأثرية التالية:
| الرقم | الاسم             | الوصف | الموقع                  | الإحداثيات | الصورة      |
| ----- | ----------------- | ----- | ----------------------- | ---------- | ----------- |
|       | المسجد الإبراهيمي |       | البلدة القديمة (الخليل) |            | Upload file |

### محافظة نابلس
تقع محافظة نابلس في شمال الضفة الغربية، وتحتوي المواقع الأثرية التالية:
| الرقم | الاسم           | الوصف | الموقع  | الإحداثيات | الصورة      |
| ----- | --------------- | ----- | ------- | ---------- | ----------- |
|       | المدرج الروماني |       | راس عين |            | Upload file |

### محافظة طولكرم
تقع محافظة طولكرم في شمالي غرب الضفة الغربية، وتضم المواقع الأثرية التالية:
| الرقم | الاسم                 | الوصف | الموقع | الإحداثيات | الصورة      |
| ----- | --------------------- | ----- | ------ | ---------- | ----------- |
|       | كنيسة القديس جاورجيوس |       |        |            | Upload file |

## المواقع الأثرية في قطاع غزة

### محافظة غزة
تقع محافظة غزة في شمال قطاع غزة، وتضمّ المواقع الأثرية التالية:
| الرقم | الاسم                | الوصف | الموقع | الإحداثيات | الصورة      |
| ----- | -------------------- | ----- | ------ | ---------- | ----------- |
|       | المسجد العمري الكبير |       |        |            | Upload file |
|       | ميناء الأنثيدون      |       |        |            | صورة        |
|       | دير القديس هيلاريون  |       |        |            | صورة        |
|       | حمام السمرة          |       |        |            | صورة        |
|       | الكنيسة البيزنطية    |       |        |            | صورة        |
|       | جامع الظفر دمري غزة  |       |        |            | صورة        |
|       | مسجد عثمان قشقار     |       |        |            | صورة        |